# Brachyta caucasica
Brachyta caucasica là một loài bọ cánh cứng trong họ Cerambycidae.